# Морија (Средња земља)
Морија, првобитно названа Казад-дум, била је насеобина, рудник и краљевство Патуљака у романима Џ. Р. Р. Толкина. Једно је од места где се одиграва радња „Дружине прстена“, а њена историја је дата у додатку романа „Повратак краља“ и у „Силмарилиону“.

## Етимологија
Казад-дум у преводу са патуљачког језика значи Патуљкоп, што показује да је то био рудник. Патуљци су сами себе називали Казад. Првобитан вилењачки назив за ово место било је Хадодронд, што је био буквалан превод Казад-дума. Након што је рудник опустео, име је промењено у Морија. Изведено је од вилењачке речи mor у значењу „мрачна“ и ја у значењу „празнина, провалија“.

## Историја
Дурин Бесмртни, један од првих седам Патуљака који су се појавили у Средњој земљи, основао је своје пребивалиште у пећинама испод Маглених планина. Ово место је касније постало познато под називом Казад-дум. Дурин је имао необично дуг живот за Патуљка, и умро је током Првог раздобља. Следећих пет генерација његове лозе управљали су Казад-думом, и сваки владар се звао Дурин.
Крај Првог раздобља обележио је рат између Валара и првог Мрачног господара Моргота. Након Морготовог пораза и нестанка, многи Патуљци, чији су градови били уништени током битака, нашли су уточиште у Казад-думу, који је тада доживео свој процват. Иако је током Другог раздобља Морготов наследник Саурон покушавао да загосподари Средњом земљом, капије Патуљкопа су остале затворене, а дворане превише дубоке и снажне да би могао да их освоји.
Један од Балрога, ватрених демона који су били у Морготовој служби, након пада свог господара се сакрио у Казад-думу. Тамо је у сну провео неколико миленијума, све док га нису пробудили патуљачки рудари трагајући за металом званим mithril, који ниједно оружје није могло оштетити. Балрог је убио тадашњег владара Дурина VI и његовог сина Наина I. Патуљци су у ужасу напустили своју насеобину и она је постала мрачно место са називом Морија.
Потомци Наина су основали другу насеобину под Самотном планином. У њој су провели скоро хиљаду година, богатећи се, све док њихов град није напао змај Шмауг и преотео њихова богатства. Патуљци су били приморани да лутају, а њихов тадашњи краљ Трор, осетивши да више нема снаге да се освети змају, поверио је тај задатак своме сину. Трор је покушао да се врати у Морију. Видевши да је њена капија отворена, ушао је сам и упао у заседу Орака који су заузели то место. Вођа Орака, Азог, одсекао је Трору главу и избацио је из Морије. Нар, Троров сапутник, однео је вести Троровом сину Траину II.
Желећи да освети свога оца и поврати Морију, Траин је сакупио војску патуљака, предвођених директним Дуриновим наследником Наином. Они су се суочили са Орцима у долини Азанулбизар која се налазила испред источне капије Морије. Тај окршај, на вилењачком назван Битка код Нандухириона, одиграо се 2799. године Трећег раздобља. Патуљци су однели победу уз велике губитке. Међутим, нико се није усудио да поново уђе у Морију јер су знали да је Балрог још увек тамо.
Чаробњак Гандалф помогао је Траиновом наследнику, Торину Храстоштиту, да порази Шмауга и повати патуљачки град под Самотном планином. Након тога, 2989. године, Патуљак Балин, један од припадника споредне гране Дуринове лозе, ушао је у Морију у намери да је коначно поврати од Орака који су остали у њој. Пет година касније, Балина и све остале Патуљке побили су Орци.
Године 3019. Дружина прстена, чији је задатак био да однесу Сауронов Јединствени Прстен у Мордор, како би могли да га униште, одлучили су да прођу кроз Морију не би ли избегли прелаз преко Маглених планина. Били су предвођени Гандалфом, који је пронашао скривену западну капију рудника и изговорио тајну реч која ју је отворила. Путовали су кроз Морију два дана, и наишли су на Балинов гроб, тако сазнавши за исход његове експедиције. Ускоро су Дружину напали Орци, праћени Балрогом. Гандалф се суочио са Балрогом и пропао са њим у амбис код Моста Казад-дума, а затим га убио на врху Маглених планина.
Након Рата за Прстен и одласка Вилењака из Средње земље, Дурин VII, унук Даина Гвозденостопе, је поново заузео Казад-дум и учинио га краљевством Патуљака.

## Изглед
Морија је описана у роману „Дружина прстена“. У то доба, била је мрачна и пуста, али је у прошлости била богата, насељена и раскошна. У њој су се налазили многобројни ходници и пролази који су водили у огромне дворане и галерије. Ходници су се неретко рачвали и цело место је било врло замршено и тешко за сналажење. Како се Морија налазила испод планина, дневна светлост је могла да допире у њу само кроз пукотине у највишим слојевима. Стално се ширила, јер су Патуљци копали све дубље и дубље у потрази за mithril-ом. Постојали су велики стубови који су подупирали таванице, као и бунари који су се завршавали на великим дубинама. Такође, тамо су се налазили и многобројни амбиси и пукотине које Патуљци нису начинили, и који су морали бити пажљиво премошћавани.

## Мост Казад-дума
Кључно место одигравања радње „Дружине прстена“ био је Мост Казад-дума. Он је премошћавао амбис код Источне капије. Такође се звао и Дуринов мост. Био је врло узак, без ивичњака и рукохвата, што је помагало Патуљцима да се одбране од непријатеља који би евентуално желели да пређу амбис. Наиме, сваки непријатељ који би покушао да пређе мост, морао се кретати опрезно, један по један, омогућујући Патуљцима лаку мету. Мост је уништио Гандалф у току своје битке против Балрога. Он је својом магијом сломио половину на којој је стајао демон, пре него што су обојица пропали у амбис. Не зна се да ли је мост касније обновљен.